# Stelios Haji-Ioannou

Stelios Haji-Ioannou (2006)

Sir Stelios Haji-Ioannou (griechisch Στέλιος Χατζηιωάννου – Stélios Chatziioánnou) (* 14. Februar 1967 in Athen, Griechenland) ist ein britischer Unternehmer, der von London aus tätig ist.
Er wuchs als Sohn einer sehr wohlhabenden griechisch-zypriotischen Reederfamilie auf. Nachdem er sein Studium an der London School of Economics und der Cass Business School in London beendet hatte, begann er eigene Unternehmen zu gründen. Bekannt wurde er vor allem durch die Gründung von Europas zweiter Billig-Airline, Easyjet, im Jahre 1995. Easyjet ist bis heute der Kern von Haji-Ioannous schnell wachsendem Unternehmensimperium. Mit der Marke Easy versucht Haji-Ioannou inzwischen alles Mögliche „billig“ zu machen – Flüge, Hotelzimmer, Kreuzfahrten, Kredite. Heute lebt Haji-Ioannou in Monaco. Sein Vermögen wird auf 1,072 Milliarden Euro (727 Mio. £) geschätzt.
Am 17. Juni 2006 wurde Haji-Ioannou im Rahmen von The Queen's 80th birthday honours list von Königin Elisabeth II. zum Ritter geschlagen.
Haji-Ioannou trat im Mai 2010 mit sofortiger Wirkung aus dem Vorstand von Easyjet zurück. Als Grund gab er an, dass er mit der Expansionsstrategie des Unternehmens nicht einverstanden sei und sich ganz auf die Aktionärsrolle konzentrieren wolle.
Im April 2020 forderte Haji-Ioannou öffentlich die Absetzung von Johan Lundgren, CEO von EasyJet PLC, und John Barton, Chairman von EasyJet PLC, wegen eines, wie er es nennt, „vorsätzlichen Fehlers“, einen Auftrag von 4,5 Milliarden Pfund für 107 Flugzeuge bei Airbus nicht zu stornieren.

## Kritik
In die Kritik geriet Haji-Ioannou, als ein von seiner Reederei betriebener Öltanker der VLCC-Klasse, die Haven, 1991 vor Genua explodierte und drei Tage später sank. Bei dem Unglück starben sechs Mitglieder der Besatzung und 50.000 Tonnen Rohöl liefen ins Meer und verursachten damit die bisher größte Ölpest im Mittelmeer. Ihm und seinem Vater Lucas Haji-Ioannou wurde vor Gericht Fahrlässigkeit bezüglich des schlechten Zustands des Schiffes und im Verlauf der Verhandlung Bestechung, Erpressung und Einschüchterung von Zeugen vorgeworfen. Von allen Anschuldigungen wurden er und sein Vater 2002 trotz scharfer Kritik seitens des italienischen Umweltministeriums, des WWF und der ITF in dritter Instanz freigesprochen.